# 小林 (印西市)
小林（こばやし）は、千葉県印西市の大字。郵便番号270-1318。

## 地理
北は栄町南、北東は本埜小林、竹袋、東は物木、南東は笠神、南は物木、小林大門下、南西は滝、西は平岡に隣接している。
地内に小林北、小林浅間に隣接している。

## 歴史
江戸期は小林村であり、下総国印旛郡のうち。印西領、印西筋に属す。はじめ旗本永井氏・三宅氏・佐橋氏の相給、寛文3年から幕府領、元禄14年から佐倉藩領、享保8年から淀藩領。村高は、「元禄郷帳」「天保郷帳」「旧高旧領」ともに992石余。なお、延宝元年の新田検地により、同年250石余が改増。享保8年「淀藩郷村帳」によれば、小物成として夫役永2貫284文・野銭永1貫878文・山銭鐚15貫468文などを上納（田辺家文書）。明和9年明細帳面によれば、家数155・人数655、馬43、水戸街道我孫子宿の助郷村、郷蔵3か所がある（篠原家文書）。明治初年西小林新田を合併。明治6年千葉県に所属。寺社は鳥見神社、寺院は天台宗光明寺・西福寺（印旛郡誌）。明治22年に木下町の大字となる。

### 年表
- 1873年（明治6年） - 千葉県に所属。
- 1889年（明治22年）4月1日 - 木下町大字小林になる。
  - 町村制施行し竹袋村、別所村、宗甫新田、平岡村、小林村が合併し木下町が発足。
- 1954年（昭和29年）12月1日 - 印西町小林になる。
  - 木下町、大森町、船穂村、永治村の一部が合併し印西町が発足。印西町竹袋になる。
- 1996年（平成8年）4月1日 - 印西市小林になる。
  - 印西町が市制施行し、印西市になる。

## 世帯数と人口
2017年（平成29年）10月31日現在の世帯数と人口は以下の通りである。
| 大字 | 世帯数    | 人口    |
| ---- | --------- | ------- |
| 小林 | 1,309世帯 | 2,997人 |

## 施設
- 印西市立小林小学校
- 小林砂田集会所
- 小林台方集会所
- 小林馬場集会所
- 小林新田集会所
- 小林牧場
- 鳥見神社
- 御嶽神社
- 大鷲神社
- 南弘防稲荷神社
- 光明寺
- 常不軽寺
- 西福寺
- 専念寺
- 観音堂
- 一番割公園
- 三番割幼児公園
- 宿第1幼児公園
- 宿第2幼児公園

## 交通

### 鉄道
- 成田線
  - 小林駅

### 道路
- 国道
  - 国道356号
- 都道府県道
  - 千葉県道291号印西印旛線